# Sergey Kuznetsov
Sergey Gennadyevich Kuznetsov (tiếng Nga: Сергей Геннадьевич Кузнецов; sinh ngày 7 tháng 5 năm 1986) là một cầu thủ bóng đá người Nga. Anh thi đấu cho F.K. Rotor Volgograd.

## Sự nghiệp câu lạc bộ
Anh có màn ra mắt tại Giải bóng đá ngoại hạng Nga năm 2005 cho F.K. Dynamo Moskva.